# Carausius cristatus
Carausius cristatus är en insektsart som beskrevs av Brunner von Wattenwyl 1907. Carausius cristatus ingår i släktet Carausius och familjen Phasmatidae. Inga underarter finns listade.